# Рішення Синоду Православної церкви України (2022)
Тут подані рішення Священного Синоду Православної церкви України за 2022 рік.

## Засідання

### 2 лютого
Прийняли:
- Рішення «Про звіти єпархій Православної Церкви України за 2021р.»
- Рішення «Про затвердження текстів тропарів, кондаків та молитов святителю Йосифу (Нелюбовичу-Тукальському), митрополиту Київському, Галицькому і всієї Руси, та праведній Єлизаветі Гулевич»
- Рішення «Про порушення архієреєм на спокої Преосвященним Філаретом (Денисенком) та його послідовниками канонічного порядку»
- Постанова «Про вікарного єпископа Івано-Франківсько-Галицької єпархії»
- Постанова «Про відкриття чоловічого скиту в Івано-Франківсько-Галицькій єпархії»
- Розпорядження «Про затвердження протоієрея Гунька МиколиМиколайовича ректором Вищого духовного навчального закладу Івано-Франківський богословський інститут»
- Розпорядження «Про затвердження ієромонаха Кипріана (в миру – Лозинського Назарія Ігоровича) намісником Іоано-Золотоустівського чоловічого монастиря Львівсько-Сокальської єпархії»

Священний Синод на своєму засіданні 2 лютого 2022 року мав міркування про поточні виклики, які постали перед українським народом і державою, та про церковну реакцію на них.

### 7 березня
Прийняли:
- Постанова «Про зміни у богослужбовій практиці у зв'язку з війною в Україні»[2]

### 21 березня
Прийняли:
- Постанова «Про використання зброї»
- Постанова «Про надзвичайний порядок прийняття до Православної Церкви України»[3]

### 16 травня
Прийняли:
- Заяву Священного Синоду[4]

### 23 травня
Прийняли:
- Рішення «Про притягнення до канонічної відповідальності заборонених у священнослужінні архімандрита Андрія (Маруцака) та протоієрея Богдана Згоби»
- Розпорядження «Про затвердження Митрополита Київського і всієї України Епіфанія (в миру – Думенка Сергія Петровича) керівником (настоятелем) релігійної організації «Свято-Успенська Києво-Печерська Лавра (чоловічий монастир) Української Православної Церкви (Православної Церкви України)»
- Розпорядження «Про затвердження ігумена Іова (в миру – Ольшанського Вячеслава Анатолійовича) намісником Свято-Воскресенського Новоафонського чоловічого монастиря  Львівської єпархії»
- Постанова «Про осудження Преосвященного Іоасафа (Шибаєва), колишнього митрополита Білгородського і Обоянського»
- Постанова «Про осудження Преосвященного Петра (Москальова), колишнього єпископа Валуйського»
- Постанова «Про осудження Преосвященного Філарета (Панку), колишнього єпископа Білгород-Дністровського»
- Постанова «Про вікарного єпископа Київської єпархії»
- Постанова «Про Свято-Успенську Києво-Печерську Лавру»
- Постанова «Про утворення чоловічого монастиря у Львівській єпархії»[5]

### 31 травня
Прийняли:
- Заяву Священного Синоду УПЦ (ПЦУ) за підсумками останніх подій в юрисдикції Московського Патріархату в Україні (УПЦ)[6]

### 27 липня
Прийняли:
- Постанова «Про участь у роботі Конференції Європейських Церков»
- Постанова «Про рекомендаційний характер документа “Практичні настанови для єпископату, духовенства і вірних Православної Церкви України у зв’язку з оголошеною пандемією особливо небезпечної коронавірусної хвороби (COVID-19)”»
- Постанова «Про осудження забороненого у священнослужінні архімандрита Андрія (Маруцака)»
- Постанова «Про осудження забороненого у священнослужінні протоієрея Богдана Згоби»
- Рішення «Про направлення Вселенському Патріарху Варфоломію та до Предстоятелів Помісних Православних Церков листа щодо притягнення Російського патріарха Кирила до канонічної відповідальності і позбавлення його Патріаршого престолу»
- Рішення «Про Заяву Священного Синоду щодо захисту права на свободу совісті»
- Рішення «Про прославлення шанованої Манявської ікони Божої Матері «Ізбавительниця»»[7]

### 18 жовтня
Прийняли:
- Заяву Священного Синоду
- лист Його Всесвятості Варфоломію
- лист Блаженнійшому Савві
- Постанова «Про Місію капеланської допомоги вірним ПЦУ, які внаслідок війни тимчасово перебувають поза межами України»
- Рішення «Питання подальшої організації військового капеланства»
- Рішення «Про можливість звершення богослужіння на честь Різдва Христового за Новоюліанським календарем 25 грудня 2022 р.»
- Рішення «Про прославлення шанованої ікони Божої Матері «Іверська-Мирненська (Мироточива)»
- Розпорядження «Про затвердження Голови Місії капеланської допомоги вірним ПЦУ, які внаслідок війни тимчасово перебувають поза межами України»
- Рішення «Про призначення ієромонаха Амфілохія (в миру – Шестопала Вадима Сергійовича) керівником (намісником) Свято-Феодорівського чоловічого монастиря»
- Рішення «Про призначення ієромонаха Амфілохія (в миру – Шестопала Вадима Сергійовича) керівником (намісником) Спасо-Преображенського чоловічого монастиря»
- Розпорядження «Про призначення архимандрита Софронія керівником (настоятелем) релігійної організації «Вознесенський чоловічий скит Івано-Франківсько-Галицької єпархії Української Православної Церкви[8]